# NFL Global Junior Championship
Le NFL Global Junior Championship est une compétition internationale juniors de football américain mettant aux prises les sélections nationales sur invitation depuis 1997. Cette épreuve est organisée sous l'égide de la NFL en marge du Super Bowl.
Entre 1997 et 2002, une sélection des meilleurs joueurs européens représentait le Vieux contient. Depuis 2003, l'EFAF désigne la sélection nationale participante. Les années impaires, c'est le champion d'Europe juniors qui est choisi (France en 2005 et 2007) tandis que l'EFAF a désigné la Russie en 2003 et l'Allemagne en 2004.

## Palmarès
| Date | Vainqueur  | Score | Finaliste  |
| ---- | ---------- | ----- | ---------- |
| 1997 | Mexique    | 30-6  | Europe     |
| 1998 | Mexique    | 13-12 | Europe     |
| 1999 | Europe     | 29-8  | Mexique    |
| 2000 | Canada     | 7-6   | Europe     |
| 2001 | États-Unis | 21-19 | Canada     |
| 2002 | États-Unis | 16-14 | Canada     |
| 2003 | États-Unis | 28-21 | Canada     |
| 2004 | États-Unis | 31-0  | Canada     |
| 2005 | Canada     | 38-35 | États-Unis |
| 2006 | Canada     | 10-0  | États-Unis |
| 2007 | Canada     | 23-13 | États-Unis |